# Symbrenthia hylaeus
Symbrenthia hylaeus är en fjärilsart som beskrevs av Wall 1869. Symbrenthia hylaeus ingår i släktet Symbrenthia och familjen praktfjärilar. Inga underarter finns listade i Catalogue of Life.